# Strangalia semifulva
Strangalia semifulva är en skalbaggsart som först beskrevs av Bates 1870.  Strangalia semifulva ingår i släktet Strangalia och familjen långhorningar. Inga underarter finns listade i Catalogue of Life.